# 希蒙·内梅茨
希蒙·内梅茨（2004年2月15日—），斯洛伐克男子冰球运动员，场上位置是后卫。他曾代表斯洛伐克国家队参加2022年冬季奥林匹克运动会冰球比赛，获得一枚铜牌。